# Министерство путей сообщения Индии
Министерство путей сообщения Индии — министерство в правительстве Индии, отвечающее за железнодорожный транспорт страны. Является монополистом в сфере железнодорожного транспорта в Индии.

## Организационная структура
Министерство возглавляет министр путей сообщения и два его заместителя (государственных министра путей сообщения). Железнодорожный совет, подведомственная организация министерства, подотчетна министру путей сообщения. Железнодорожный совет состоит из одного председателя, пяти «членов Железнодорожного совета» и финансового комиссара (который является представителем Министерства финансов в Железнодорожный совет). Он также включает в себя Генерального директора Железнодорожного здравоохранения и Генерального директора по охране железных дорог. Ряд управлений подотчетны Железнодорожному совету.